# Selección de voleibol de Corea del Sur
El equipo nacional de voleibol masculino de Corea del Sur (en coreano: 대한민국 남자 배구 국가 대표팀) representa a Corea del Sur en competiciones internacionales de voleibol y partidos amistosos. 
La República de Corea (ROK) ha competido en los Juegos Olímpicos ocho veces, pero no ha aparecido desde los Juegos de Sydney 2000. La mejor actuación del equipo en los Juegos Olímpicos fue el quinto lugar en los Juegos de 1984 en Los Ángeles, California, Estados Unidos. El equipo nacional en el Campeonato Asiático ganó cuatro medallas de oro en Seúl 1989, Nakhon Ratchasima 1993, Changwon 2001 y Tianjin 2003. Esta actuación no estuvo cerca de igualar su mejor resultado en el Campeonato Mundial FIVB, cuarto en 1978, cuando perdieron ante Cuba en el partido por la medalla de bronce.